# Mouviélo
Mouviélo est une localité située dans le département de Diébougou de la province de la Bougouriba dans la région Sud-Ouest au Burkina Faso. En 2006, cette localité comptait 1 835 habitants dont 51,5 % de femmes.

## Santé et éducation
Le centre de soins le plus proche de Mouviélo est le centre médical avec antenne chirurgicale (CMA) de la province à Diébougou.
Le village possède une école primaire publique.